# Gran tractat d'instrumentació i d'orquestració modernes
El Grand traité d'instrumentation et d'orchestration modernes (en català Gran tractat d'instrumentació i d'orquestració modernes) és una obra de teoria musical publicada per Hector Berlioz al 1844, posteriorment revisada per ell mateix (1855) i, mig segle després, per Richard Strauss (1905). En ella, el compositor tracta sobre els diferents instruments de l'orquestra, les seves característiques individuals, i les diverses maneres de combinar-los entre sí en el moment de compondre. Així mateix, també dona algunes paraules instructives generals sobre la direcció i la composició per a orquestra.

## Origen i continguts generals
El tractat es va originar primerament en la forma d'una sèrie de fullets apareguts a la revista Revue et gazette musicale de Paris als anys 1841-1842, que van ser recollits i publicats en forma de llibre per l'editorial Schonenberger a París en 1844.
En aquesta obra, Berlioz elabora un estudi tècnic sobre els instruments musicals occidentals englobats en el context de l'orquestra simfònica, i reflexiona sobre la composició musical considerada des del punt de vista de l'orquestració.
En una segona edició publicada per la mateixa editorial en 1855 (així com més tard per Henry Lemoine, qui va fer una reimpressió després de 1860), corregida i augmentada, aquesta reflexió s'amplia per abastar també el paper del director, al qual es dedica la nova secció Le Chef d'orchestre, théorie de son art.
Dedicat al rei de Prússia Frederic Guillem IV, el llibre conté un llistat de tots els instruments de l'orquestra de l'època agrupats per famílies, seguit d'una anàlisi detallada de cadascun d'aquestos instruments.
En aquestes anàlisi, Berlioz explica les característiques tècniques dels instruments: els registres i les tessitures, els modes de transposició, les diferents maneres que tenen de produir sons, les capacitats dinàmiques…I, d'una manera innovadora, també posa atenció al caràcter particular dels diferents timbres que pot generar cada instrument, així com a les possibilitats tímbriques que es poden aprofitar en les diferents combinacions que es poden fer entre ells.
Tot això ho fa il·lustrant els seus comentaris amb nombroses cites tant d'òperes com d'obres simfòniques, cites a les quals podem veure els referents que el compositor tenia quant a l'art de l'orquestració: trobem obres de Meyerbeer, Weber, Méhul, Rossini, Spontini, Mozart…però, sobretot, de Beethoven i de Gluck, així com del propi Berlioz.
Una vegada elaborades aquestes anàlisi, l'autor dedica una secció a parlar de l'orquestra com a instrument, cosa que fa en un escrit que marcaria la manera de pensar la instrumentació al segle xix i la influència del qual encara roman a les idees dels compositors de començaments del segle xxi, per la seva manera de tractar el conjunt com una unitat, i de destacar el paper de l'orquestració com a eina essencial, artística i personal del compositor.
La importància d'aquestes idees personals al text, així com la voluntat de vincular el seu treball teòric amb la seva producció compositiva, van fer que, tot i ser un tractat, l'autor l'integrés dins del seu catàleg d'obres junt amb les seves composicions musicals, on figura com a "opus 10".

## Revisió de Richard Strauss
A tombants del segle xx, l'orquestra, tant en el seu llenguatge com en la seva pròpia construcció material, havia patit enormes canvis des que Berlioz la constituís formalment com a objecte musical unificat. És tracta, com diria Edward Lockspeiser, del període "potser més crític" de la història orquestral, el de la transició del segle xix al XX.
És en aquest context que, des de l'editorial C. F. Peters, que va publicar una traducció al 1903 del Gran Traité a l'alemany per part d'Alfred Dörffel, es va demanar al ja llavors famós compositor Richard Strauss que fes una revisió més profunda de l'escrit, per adaptar-la als nous temps.

La seva reacció va ser aquesta, segons ell mateix:
" Quan els editors em van demanar d'ampliar i de revisar el "Teatrise on Instrumentation" d'Hector Berlioz, al començament vaig pensar que l'obra mestra del gran francès no necessitava d'aquesta ajuda per ser, inclús avui, una font de joia i estimulació per a tots els músics. Em semblava completa en ella mateixa i plena d'enginyoses visions, la realització de les quals per Richard Wagner és òbvia per a qualsevol entès.
Després d'un estudi més minuciós, tanmateix, no vaig poder evitar trobar buits al seu treball, completats en mig del segle passat. "
Com es pot apreciar al fragment anterior, pertanyent al pròleg que Strauss va escriure per a aquesta revisió del text, l'autor veia en els treballs orquestrals de Richard Wagner la culminació i, a la vegada, la superació clara i definitiva dels coneixements als que havia donat base el propi Berlioz a la versió original del tractat.
Tant és així, que les obres de Wagner es plantejen com la raó fonamental que Strauss dona per "reformar" el llibre de Berlioz. "Wagner – diu Strauss – va perfeccionar l'orquestra moderna [en al·lusió al títol original del tractat, que parlava d'instrumentació i orquestració "modernes"]".

De fet, els fragments orquestrals que Strauss afegeix al Treatise com a exemples il·lustradors dels efectes i les tècniques que explica corresponen gairebé exclusivament a obres de l'autor del Tristan und Isolde. Com ell mateix diu:
" Les obres de Richard Wagner són l'alfa i l'omega de les meves addicions a aquest treball; encarnen l'únic progrés important en l'art de la instrumentació des de Berlioz. "

## Instruments tractats
A continuació, es mostra una graella amb la llista completa dels instruments dels quals es parla al tractat.
Des del 1844 al 1855, una sèrie d'instruments nous van inventar-se, i van cridar suficientment l'atenció a Berlioz com per incloure'ls a la nova versió d'aquell darrer any.
Strauss, per la seva part, va fer unes modificacions mínimes a aquesta llista a la seva actualització, però, realment, sense realitzar cap canvi substancial.
Per tant, aquesta graella posa en contrast les llistes de les tres versions.
| Instrument (per famílies i subfamílies) | Berlioz 1844 | Berlioz 1855 | Strauss |
| Instruments de corda                    |              |              |         |
| Corda fregada                           |              |              |         |
| Violí                                   | Sí           | Sí           | Sí      |
| Viola                                   | Sí           | Sí           | Sí      |
| Viola d'amor                            | Sí           | Sí           | Sí      |
| Viola de gamba                          | No           | No           | Sí      |
| Violoncel                               | Sí           | Sí           | Sí      |
| Contrabaix                              | Sí           | Sí           | Sí      |
| Corda polsada                           |              |              |         |
| Arpa                                    | Sí           | Sí           | Sí      |
| Guitarra                                | Sí           | Sí           | Sí      |
| Mandolina                               | Sí           | Sí           | Sí      |
| Corda amb teclat                        |              |              |         |
| Piano                                   | Sí           | Sí           | Sí      |
| Instruments de vent                     |              |              |         |
| Fusta amb canya                         |              |              |         |
| Oboé                                    | Sí           | Sí           | Sí      |
| Oboé d'amor                             | No           | No           | Sí      |
| Corn anglès                             | Sí           | Sí           | Sí      |
| Fagot                                   | Sí           | Sí           | Sí      |
| Fagot tenor                             | Sí           | Sí           | Sí      |
| Contrafagot                             | Sí           | Sí           | Sí      |
| Clarinet                                | Sí           | Sí           | Sí      |
| Clarinet Alto                           | Sí           | Sí           | Sí      |
| Clarinet Baix                           | Sí           | Sí           | Sí      |
| Corno di Bassetto                       | Sí           | Sí           | Sí      |
| Fusta sense canya                       |              |              |         |
| Flauta                                  | Sí           | Sí           | Sí      |
| Piccolo                                 | Sí           | Sí           | Sí      |
| Flauta Alto                             | No           | No           | Sí      |
| Vent amb teclat                         |              |              |         |
| Orgue                                   | Sí           | Sí           | Sí      |
| Metall amb embocadura                   |              |              |         |
| Trompa                                  | Sí           | Sí           | Sí      |
| Trompa de vàlvules (o de 3 pistons)     | Sí           | Sí           | Sí      |
| Trompeta                                | Sí           | Sí           | Sí      |
| Fliscorn                                | Sí           | Sí           | Sí      |
| Trombó Alto                             | Sí           | Sí           | Sí      |
| Trombó Tenor                            | Sí           | Sí           | Sí      |
| Trombó Baix                             | Sí           | Sí           | Sí      |
| Trombó Alto amb Vàlvules                | Sí           | Sí           | Sí      |
| Corneta                                 | Sí           | Sí           | Sí      |
| Corneta amb Claus                       | Sí           | Sí           | Sí      |
| Corneta amb Pistons                     | Sí           | Sí           | Sí      |
| Oficleide Baix                          | Sí           | Sí           | Sí      |
| Oficleide Alto                          | Sí           | Sí           | Sí      |
| Oficleide Contrabaix                    | Sí           | Sí           | Sí      |
| Tuba en Fa                              | Sí           | Sí           | Sí      |
| Tuba Baixa                              | Sí           | Sí           | Sí      |
| Vent fet de fusta i amb embocadura      |              |              |         |
| Serpentó                                | Sí           | Sí           | Sí      |
| "Fagot Rus"                             | Sí           | Sí           | Sí      |
| Veu                                     | Sí           | Sí           | Sí      |
| Instruments de percussió                |              |              |         |
| Timpani                                 | Sí           | Sí           | Sí      |
| Harmònica de vidre                      | Sí           | Sí           | Sí      |
| Cròtals                                 | Sí           | Sí           | Sí      |
| Bombo                                   | Sí           | Sí           | Sí      |
| Campanes                                | Sí           | Sí           | Sí      |
| Jeux de timbres                         | Sí           | Sí           | Sí      |
| Glockenspiel                            | Sí           | Sí           | Sí      |
| Plats                                   | Sí           | Sí           | Sí      |
| Gong/Tam-Tam                            | Sí           | Sí           | Sí      |
| Pandereta                               | Sí           | Sí           | Sí      |
| Caixa                                   | Sí           | Sí           | Sí      |
| Tambor Tenor                            | Sí           | Sí           | Sí      |
| Triangle                                | Sí           | Sí           | Sí      |
| Crescent                                | Sí           | Sí           | Sí      |
| "Instruments nous"                      |              |              |         |
| Saxofon                                 | No           | Sí           | Sí      |
| Saxhorn                                 | No           | Sí           | Sí      |
| Saxotromba                              | No           | Sí           | Sí      |
| Saxtuba                                 | No           | Sí           | Sí      |
| Concertina                              | No           | Sí           | Sí      |
| Harmònium                               | No           | Sí           | Sí      |
| Pianos i harmòniums de sons perllongats | No           | Sí           | Sí      |
| Octobaix                                | No           | Sí           | Sí      |